# Karl Retzlaff

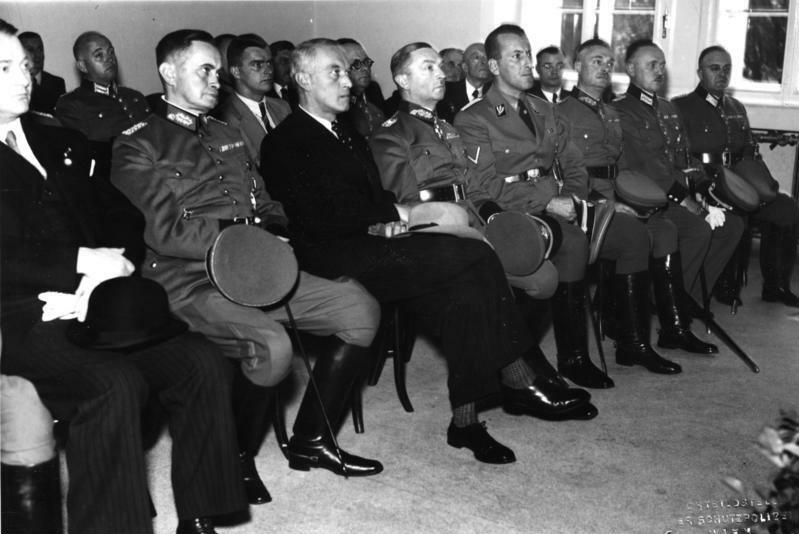
Karl Retzlaff (2. von links) bei der Einweihung des Polizeikrankenhauses Wien, September 1940.

Karl Retzlaff,  auch Carl Retzlaff, geb. Dietz (* 7. Mai 1890 in Gießen; † 23. April 1967 in Großhansdorf) war ein deutscher Polizeioffizier, zuletzt Generalleutnant der Polizei und SS-Gruppenführer im Zweiten Weltkrieg.

## Leben
Karl Dietz war der Sohn des Arztes Johann Dietz; nach dem frühen Tod seines Vaters heiratete seine Mutter den Kaufmann Max Retzlaff, der Karl adoptierte. Karl Retzlaff besuchte das Wilhelm-Gymnasium in Hamburg, wo er zu Ostern 1910 das Reifezeugnis erhielt. Anschließend begann er an der Hessischen Ludwigs-Universität Rechtswissenschaft zu studieren. 1910 wurde er im Corps Hassia Gießen aktiv. Als Inaktiver wechselte er an die Ludwig-Maximilians-Universität München und die Philipps-Universität Marburg. Im September 1913 trat er in das Feldartillerie-Regiment „Generalfeldmarschall Graf Waldersee“ (Schleswigsches) Nr. 9 in der 18. Division ein. Mit ihm nahm er am Ersten Weltkrieg teil, zuletzt als Oberleutnant. Nach Kriegsende gehörte er dem Freikorps Schleswig-Holstein an.
Bereits seit 1920 Mitglied im Kyffhäuserbund, gehörte Retzlaff ab Februar 1933 für ein knappes halbes Jahr dem Stahlhelm, Bund der Frontsoldaten an. Am 12. August 1937 beantragte er die Aufnahme in die NSDAP und wurde rückwirkend zum 1. Mai desselben Jahres aufgenommen (Mitgliedsnummer 4.349.909). Anfang August 1939 trat er in die SS ein (SS-Nummer 337.770). 
Im Rang eines Polizeioberleutnants trat Retzlaff in den Dienst der Polizei Hamburg, in der er bei der Ordnungspolizei u. a. als Hundertschaftsführer wirkte. Zwischenzeitlich wurde er 1922 in Marburg zum Dr. iur. promoviert. 
Von Anfang September 1934 bis Ende März 1937 war er Stabschef beim Kommando der Schutzpolizei Hamburg und in Personalunion von Anfang Dezember 1935 bis Ende August 1936 zunächst stellvertretender Kommandeur der Schutzpolizei in Hamburg. Anfang April 1937 war er Kommandeur der Schutzpolizei in Hamburg und wechselte von dort in gleicher Funktion Anfang Juni 1939 nach Wien. 
Im November 1939 wurde er Inspekteur der Ordnungspolizei (IdO) im Wehrkreis XVII mit Dienstsitz Wien. Von Anfang September 1943 bis Januar 1945 war er Befehlshaber der Ordnungspolizei (BdO) in Hamburg und war in dieser Funktion dem Höheren SS- und Polizeiführer Georg-Henning Graf von Bassewitz-Behr unterstellt. Als SS-Führer gehörte er zum Stab des Oberabschnitts Nordsee (Hamburg). 
Nach Kriegsende kam er bis Mitte Mai 1947 in Automatischen Arrest. Nach seiner Entlassung lebte er in Hamburg-Wandsbek. 
Seit Mai 1921 war er mit Erna geb. Pulfrich (* 1897) verheiratet. Das Paar hatte eine Tochter.

## Auszeichnungen
| Retzlaffs Militär-, Polizei- und SS-Dienstgrade | Retzlaffs Militär-, Polizei- und SS-Dienstgrade  |
| Datum                                           | Rang                                             |
| ----------------------------------------------- | ------------------------------------------------ |
| Januar 1918                                     | Oberleutnant                                     |
| Oktober 1919                                    | Polizeioberleutnant                              |
| Dezember 1920                                   | Polizeihauptmann                                 |
| Juli 1924                                       | Polizeimajor                                     |
| September 1934                                  | Polizeioberstleutnant                            |
| Januar 1937                                     | Oberst der Schutzpolizei                         |
| 1. August 1939                                  | SS-Standartenführer                              |
| 1. September 1939                               | SS-Oberführer                                    |
| 20. April 1940                                  | SS-Brigadeführer und Generalmajor der Polizei    |
| 30. Januar 1944                                 | SS-Gruppenführer und Generalleutnant der Polizei |

- Eisernes Kreuz II. und I. Klasse[5]
- Kriegsverdienstkreuz II. Klasse mit Schwertern[5]
- Hamburger Hanseatenkreuz[5]
- Türkischer Eiserner Halbmond[5]
- Komturkreuz des Ungarischen Verdienstordens[5]
- Österreichisches Militärverdienstkreuz III. Klasse[5]
- Julleuchter der SS[5]
- Totenkopfring der SS[5]
- SS-Ehrendegen[5]